# Liquidez
La liquidez, en economía, representa la cualidad de los activos para ser convertidos en dinero efectivo de forma inmediata sin pérdida significativa de su valor. De tal manera que cuanto más fácil es convertir un activo en dinero se dice que es más líquido. Por definición el activo con mayor liquidez es el dinero, es decir los billetes y monedas tienen una absoluta liquidez, de igual manera los depósitos bancarios a la vista, conocidos como dinero bancario, también gozan de absoluta liquidez y por tanto desde el punto de vista macroeconómico también son considerados dinero.
A título de ejemplo, un activo muy líquido es un depósito en un banco cuyo titular en cualquier momento puede acudir a la entidad y retirar el mismo o incluso también puede hacerlo a través de un cajero automático. Por el contrario un bien o activo poco líquido puede ser un inmueble en el que desde que se toma la decisión de venderlo o transformarlo en dinero hasta que efectivamente se obtiene el dinero por su venta puede haber transcurrido un tiempo prolongado. En caso de querer convertirlo rápidamente en dinero habría que asumir una pérdida de valor respecto de su precio objetivo de mercado.
En general la liquidez de un activo es contrapuesta a la rentabilidad que ofrece el mismo de manera que es probable que un activo muy líquido ofrezca una rentabilidad pequeña.
Un activo líquido tiene algunas o varias de las siguientes características: (1) puede ser vendido rápidamente, (2) con una mínima pérdida de valor, (3) en cualquier momento. La característica esencial de un mercado líquido es que en todo momento hay dispuestos compradores y vendedores.

## Liquidez en la empresa
La liquidez en la empresa requiere una atención especial en las épocas en las que el crédito bancario es escaso.
El análisis financiero proporciona fórmulas sencillas para medir el grado de liquidez de la empresa, que siempre habrá de guardar una estrecha relación con su cifra de deudas a corto plazo. La razón de «liquidez inmediata», calculado como Tesorería / Pasivo Circulante es una medida sencilla de poner en relación el efectivo de la empresa con las deudas cuyo pago habrá de acometer a lo largo del siguiente año. Por otra parte, el «fondo de maniobra» es una medida de la liquidez general de la empresa, que pone en relación todos los activos líquidos de ésta (no solamente la tesorería, sino también los créditos concedidos a clientes y las mercancías) con las deudas que ha de pagar en el próximo año.

## Dinero y liquidez
También podemos definir la liquidez como la facilidad de que algo sea intercambiado por productos y servicios, siendo efectivamente el dinero el elemento con mayor liquidez. Una moneda sólida no debería presentar ningún inconveniente en ser cambiada por productos y servicios, a pesar de que la moneda en si no tenga valor intrínseco. Sin embargo, la moneda que sufre de inflación excesiva o incluso peor de una hiperinflación, presentaría cierta falta de liquidez al grado del cese de la utilización de dicha moneda por parte de la población, el uso de monedas extranjeras con mayor solidez o bien el uso del trueque, en este caso vemos como el dinero no siempre es totalmente líquido debido a que no tiene ningún valor intrínseco, su valor se basa totalmente en la confianza del usuario tanto en la moneda como en el gobierno que la emite así como en el sistema financiero.
Muy importante diferenciar liquidez de tesorería. La liquidez en el mundo de las Finanzas Corporativas corresponde al Capital de Trabajo Neto = Activos corrientes - Pasivos corrientes, es un concepto de causación, es decir se registran las transacciones correspondientes en el momento de su perfeccionamiento y es la capacidad de cubrir las obligaciones de corto plazo con los activos corrientes: Caja, Bancos, Cuentas por Cobrar, Inventarios e inversiones de corto plazo. La liquidez NO es Tesorería!
La Tesorería comprende: Dinero en Caja, Saldos en Bancos y las inversiones de corto plazo que pueden convertirse en dinero de inmediato.
Muchos bancos centrales han dicho que el tema del crédito no es de liquidez, sino de solvencia. La razón es que el crédito no se guía por la oferta de dinero, sino por la oportunidad de maximizar las ganancias por préstamos e incentivos para reducir la deuda por el sector bancario oligopólico.